# Les Jeux de société
Pour les articles homonymes, voir Jeux de société (homonymie).
Pour plus de détails, voir Fiche technique et Distribution.
Les Jeux de société est un téléfilm français d'Éric Rohmer, diffusé en France en 1989, d'une durée de 57 minutes.
Il s'agit d'une adaptation de l'ouvrage Histoire de la vie privée de Georges Duby et Philippe Ariès.

## Synopsis
Le film est divisé en plusieurs saynètes, chacune dans une époque différente pendant laquelle un groupe de jeune gens font des jeux de société.
1. La Sellette, les Gages. Époque Consulat.
2. Le Colin-maillard, poème de Régnier-Desmarets. Époque Louis XIV.
3. J'aime mon amant par A., encyclopédie méthodique. Époque Louis XVI.
4. La Mouche, Béatrix. Honoré de Balzac. 1836.
5. Le Jeu des rois et des reines. Le Jeu de Robin et Marion. Adam de la Halle. 1280.
6. Les Charades en action ou La Soirée bourgeoise. Vaudeville de Dumersan et Sewrin. 1813.

## Distribution
- Aurélia Alcaïs
- Eloïse Bennett
- Florence Darel
- Jean Douchet
- Pascal Greggory
- Gilles Masson
- Jacques Pena
- Sophie Robin
- Marie Florac
- Rosette
- Daniel Tarrare
- Alexandra Stewart
- Isabelle Vazeille